# Куинн, Джимми (шотландский футболист, 1878)
Джеймс Куи́нн (англ. James Quinn; 8 июля 1878, Крой, Ланаркшир — 21 ноября 1945, там же), более известный как Джи́мми Куи́нн (англ. Jimmy Quinn) — шотландский футболист, игравший на позиции нападающего. Известен по выступлениям за «Селтик», а также национальную сборную Шотландии.

## Карьера
В юности Джимми Куинн играл за молодёжный клуб «Смитсон Альбион». Там его и заметил тогдашний тренер «Селтика» Вилли Мейли. В 1900 году Джеймс перешёл в основной состав  «кельтов». Два года понадобилось ему, чтобы отработать свой неповторимый стиль игры и занять позицию центрфорварда, которая и принесла ему успех в дальнейшем. Как и многие другие игроки во времена непрофессионального футбола в Шотландии, Джимми Куинн должен был иметь другой основной заработок кроме любительских футбольных игр, поэтому работал шахтёром на угольной шахте.
За свою карьеру в целом Джимми забил 216 мячей в 331 матче во всех официальных турнирах — 187 за 273 игры в шотландской лиге и 29 в 58 играх Кубка Шотландии. За сборную Шотландии Куинн провёл 11 матчей, в которых забил 7 голов, за сборную шотландской лиги сыграл 8 матчей и забил 7 голов.
Звёздным временем для Джимми Куинна стал финал Кубка Шотландии сезона 1903/04, когда он оформил хет-трик, отыгравшись в Old Firm дерби, после счёта 0:2. Этот хет-трик стал вторым в финалах шотландского Кубка. Однако в следующий раз этот подвиг удалось повторить лишь 68 лет спустя Джону Динзу в финале сезона 1971/72 против клуба «Хибернианс» (6:1).
Джимми стал вторым игроком «Селтика» (после Сэнди Макмана), который забил более 200 голов за клуб. Только пятерым игрокам «Селтика» удалось повторить это достижение после него — Пэтси Галлахеру, Джимми Макгрори, Стиви Чалмерсу, Бобби Ленноксу и Хенрику Ларссону.
Умер 21 ноября 1945 года на 68-м году жизни в городке Крой.

## Титулы и достижения
- Первый дивизион Шотландии
  - Чемпион (11): 1904/05, 1905/06, 1906/07, 1907/08, 1908/09, 1909/10, 1913/14, 1914/15, 1915/16, 1916/17, 1918/19
- Кубок Шотландии
  - Обладатель (6): 1903/04, 1906/07, 1907/08, 1910/11, 1911/12, 1913/14
- Кубок Глазго
  - Обладатель (7): 1905, 1906, 1907, 1908, 1910, 1916, 1917

## Статистика выступлений
| Клуб             | Сезон            | Лига | Лига | Кубок Шотландии | Кубок Шотландии | Прочие | Прочие | Итого | Итого |
| Клуб             | Сезон            | Игры | Голы | Игры            | Голы            | Игры   | Голы   | Игры  | Голы  |
| ---------------- | ---------------- | ---- | ---- | --------------- | --------------- | ------ | ------ | ----- | ----- |
| Селтик           | 1900/01          | 1    | 1    | 2               | 1               | 12     | 3      | 15    | 5     |
| Селтик           | 1901/02          | 12   | 2    | 6               | 1               | 17     | 8      | 35    | 11    |
| Селтик           | 1902/03          | 18   | 3    | 5               | 0               | 15     | 11     | 38    | 14    |
| Селтик           | 1903/04          | 18   | 10   | 4               | 5               | 8      | 5      | 30    | 20    |
| Селтик           | 1904/05          | 22   | 20   | 4               | 2               | 9      | 4      | 35    | 26    |
| Селтик           | 1905/06          | 27   | 20   | 3               | 1               | 6      | 2      | 36    | 23    |
| Селтик           | 1906/07          | 26   | 29   | 5               | 1               | 5      | 5      | 36    | 35    |
| Селтик           | 1907/08          | 24   | 20   | 2               | 1               | 5      | 3      | 31    | 24    |
| Селтик           | 1908/09          | 29   | 22   | 7               | 7               | 5      | 2      | 41    | 31    |
| Селтик           | 1909/10          | 28   | 24   | 4               | 4               | 3      | 5      | 35    | 33    |
| Селтик           | 1910/11          | 27   | 14   | 6               | 3               | 5      | 2      | 38    | 19    |
| Селтик           | 1911/12          | 10   | 8    | 6               | 3               | 3      | 1      | 19    | 12    |
| Селтик           | 1912/13          | 23   | 11   | 3               | 1               | 3      | 2      | 29    | 14    |
| Селтик           | 1913/14          | 1    | 2    | 1               | 0               | 0      | 0      | 2     | 2     |
| Селтик           | 1914/15          | 6    | 4    | 0               | 0               | 0      | 0      | 6     | 4     |
| Всего за карьеру | Всего за карьеру | 272  | 190  | 58              | 30              | 96     | 53     | 426   | 273   |

Источники:
- Bobby Sinnet, Thomas Jamieson. James Quinn Details (англ.). Fitbastats.com. Дата обращения: 20 ноября 2015.
- Past seasons (англ.). CelticFC.com. Дата обращения: 30 августа 2024.